# Titia de donis et muneribus
Titia de donis et muneribus va ser una antiga llei romana que prohibia rebre diners o regals per defensar una causa judicial. L'hauria proposat Marc Tici o Luci Tici, però alguns pensen que és la mateixa llei que la llei Cincia i que en realitat havia estat proposada per Marc Cinci i no Marc Tici.